# Tilman Nagel
Tilman Nagel (* 19. April 1942 in Cottbus) ist ein deutscher Orientalist und Islamwissenschaftler. Er lehrte von 1981 bis zu seiner Emeritierung 2007 als Professor für Arabistik und Islamwissenschaft an der Georg-August-Universität Göttingen.

## Leben
Nach dem 1962 abgelegten Abitur am Alten Gymnasium Oldenburg studierte Nagel an der Universität Bonn Islamwissenschaft, Vergleichende Religionswissenschaft und Zentralasienkunde. Mit einer arabistisch-literaturhistorischen Arbeit über die Qisas al-anbiyāʾ (Prophetenerzählungen) wurde er 1967 in Bonn promoviert. Im Jahr 1971 habilitierte er sich und bekam die Venia legendi für das Fach Islamwissenschaft erteilt. Anschließend war er als Privatdozent am Seminar für Orientalische Sprachen an der Universität Bonn tätig. 
Von 1981 bis 2007 lehrte und forschte er als Professor für Arabistik und Islamwissenschaft an der Georg-August-Universität Göttingen. Im Kollegjahr 2005/2006 war er als Forschungsstipendiat am Historischen Kolleg in München. Zum Ende des Sommersemesters 2007 wurde er an der Universität Göttingen emeritiert. Seinen Abschlussvortrag hielt er über das Bildungswesen in der mittelalterlichen Welt des Islam: Die Medresse oder der Preis des vollkommenen Wissens. Auf dem Lehrstuhl folgte ihm 2008 Sebastian Günther.
Seit 1989 ist er ordentliches Mitglied der Akademie der Wissenschaften zu Göttingen.

## Werk
Nagel hat wichtige Standardwerke der Islamwissenschaft verfasst. Sein summum opus ist die im Jahre 2008 erschienene, über 1000 Seiten umfassende Biographie Mohammeds. Dem Autor kommt es darin seinen eigenen Worten nach „nicht auf eine Abbildung der muslimischen Biographie Mohammeds an, sondern auf die geschichtswissenschaftliche Erfassung seiner Gestalt und seines Wirkens vor dem Hintergrund der spätantiken vorderasiatischen Ereignis-, Gesellschafts- und Religionsgeschichte sowie auf die Schilderung der Genese und Weiterentwicklung des muslimischen Mohammedglaubens“.
Im gleichen Jahr veröffentlichte Nagel sein Buch Allahs Liebling, in dem er den Versuch eines Überblicks über die Geschichte der muslimischen Mohammedverehrung unternimmt. Der Titel spielt auf einen überlieferten Ausspruch Mohammeds an, der bei Ibn al-Dschauzī (1116–1201) so wiedergegeben wird: „‚Allah nahm Abraham zu seinem Freund, mit Mose hielt er Zwiesprache. Mich aber erwählte er zu seinem Liebling!‘ Hieraufhin schwor Allāh: ‚Bei meiner Macht! Ich ziehe ganz gewiss meinen Liebling dem Freund und dem Vertrauten vor!‘“
Nagel ist für islamkritische Analysen und Wortmeldungen bekannt.
2023 hielt Nagel auf einem Vortragsabend der AfD-Fraktion im Bundestag einen Vortrag über „Das Problem des Islam in einem säkularisierten Gemeinwesen“, in dem er behauptete, dass in Deutschland „die eingewanderten Muslime eigentlich in einer ganz anderen Welt leben“ und dass „der zeitgenössische westliche Begriff von Religion und der islamische Begriff von Religion beide nicht miteinander kompatibel sind“. Man habe Muslimen „die Prinzipien unserer freiheitlich demokratischen Grundordnung zu vermitteln“ weil „die Lehren des Islams diesen Prinzipien entgegenstehen. Die Zeiten bequemen Gewährenlassens müssen endgültig vorüber sein.“.
Er ist Mitglied der Freimaurerloge Augusta zum goldenen Zirkel in Göttingen, der er zeitweise als Meister vom Stuhl vorstand.

## Kritik
Im Fachmagazin Zenith äußert der Politikwissenschaftler Kai Hafez, Professor an der Universität Erfurt, Kritik an Tilman Nagel. Dieser habe sich in den letzten Jahrzehnten in Kontroversen versteift, um als Wissenschaftler Gehör zu finden. Der Islamwissenschaftler Reinhard Schulze erinnert sich an seine gemeinsame Studienzeit mit Nagel an der Universität Bonn und an ein „bestimmtes politisches Milieu, das deutlich rechts ausgeprägt“ war. Erwähnt wird ebenso die Tätigkeit von Nagel für die Wochenzeitung Junge Freiheit.

## Werke
- Alexander der Große in der frühislamischen Volksliteratur (= Beiträge zur Sprach- und Kulturgeschichte des Orients, Band 28). Verlag für Orientkunde, Walldorf 1978, ISBN 978-3-936687-28-6.
- Staat und Glaubensgemeinschaft im Islam. Bd. 1: Von den Anfängen bis ins 13. Jahrhundert, ISBN 3-7608-4529-X; Bd. 2: Vom Spätmittelalter bis zur Neuzeit, Artemis, Zürich 1981, ISBN 3-7608-4531-2.
- Der Koran. Einführung, Texte, Erläuterungen. Beck, München 1983; 4., unveränderte Auflage, 2002, ISBN 3-406-43886-5.
- Die Festung des Glaubens. Triumph und Scheitern des islamischen Rationalismus im 11. Jh. Beck, München 1988, ISBN 3-406-33280-3.
- Timur der Eroberer und die islamische Welt des späten Mittelalters. Beck, München 1993, ISBN 3-406-37171-X.
- Geschichte der islamischen Theologie. Beck, München 1994, ISBN 3-406-37981-8.
- Die islamische Welt bis 1500. München 1998 (= Oldenbourg Grundriss der Geschichte, Band 24), ISBN 978-3-486-53011-7.
- Das islamische Recht. Eine Einführung, WVA-Verlag, Westhofen 2001, ISBN 978-3-936136-00-5.
- Islam – Die Heilsbotschaft des Korans und ihre Konsequenzen, WVA-Verlag, Westhofen 2001, ISBN 978-3-936136-01-2.
- Im Offenkundigen das Verborgene. Die Heilszusage des sunnitischen Islams, Vandenhoeck & Ruprecht, Göttingen 2002.
- Allahs Liebling. Ursprung und Erscheinungsformen des Mohammedglaubens, Oldenbourg, München 2008, ISBN 978-3-486-58535-3.
- Mohammed – Leben und Legende, Oldenbourg-Verlag, München 2008, ISBN 978-3-486-58534-6.
- Mohammed – 20 Kapitel über den Propheten der Muslime, München 2010, ISBN 978-3-486-59705-9.
- (Hg.) Der Koran und sein religiöses und kulturelles Umfeld (= Schriften des Historischen Kollegs. Kolloquien. Bd. 72), München 2010, ISBN 978-3-486-59052-4 (Digitalisat).
- Angst vor Allah? Auseinandersetzungen mit dem Islam, Duncker & Humblot, Berlin 2014, ISBN 978-3-428-14373-3.
- Was ist der Islam? Grundzüge einer Weltreligion, Duncker & Humblot, Berlin 2018, ISBN 978-3-428-15228-5.
- Die erdrückende Last des ewig Gültigen. Der sunnitische Islam in dreißig Porträtskizzen, 2 Teilbände, Bd. I: Erster und Zweiter Teil; Bd. II: Dritter und Vierter Teil, Berlin 2018.